# Dog Fashion Disco

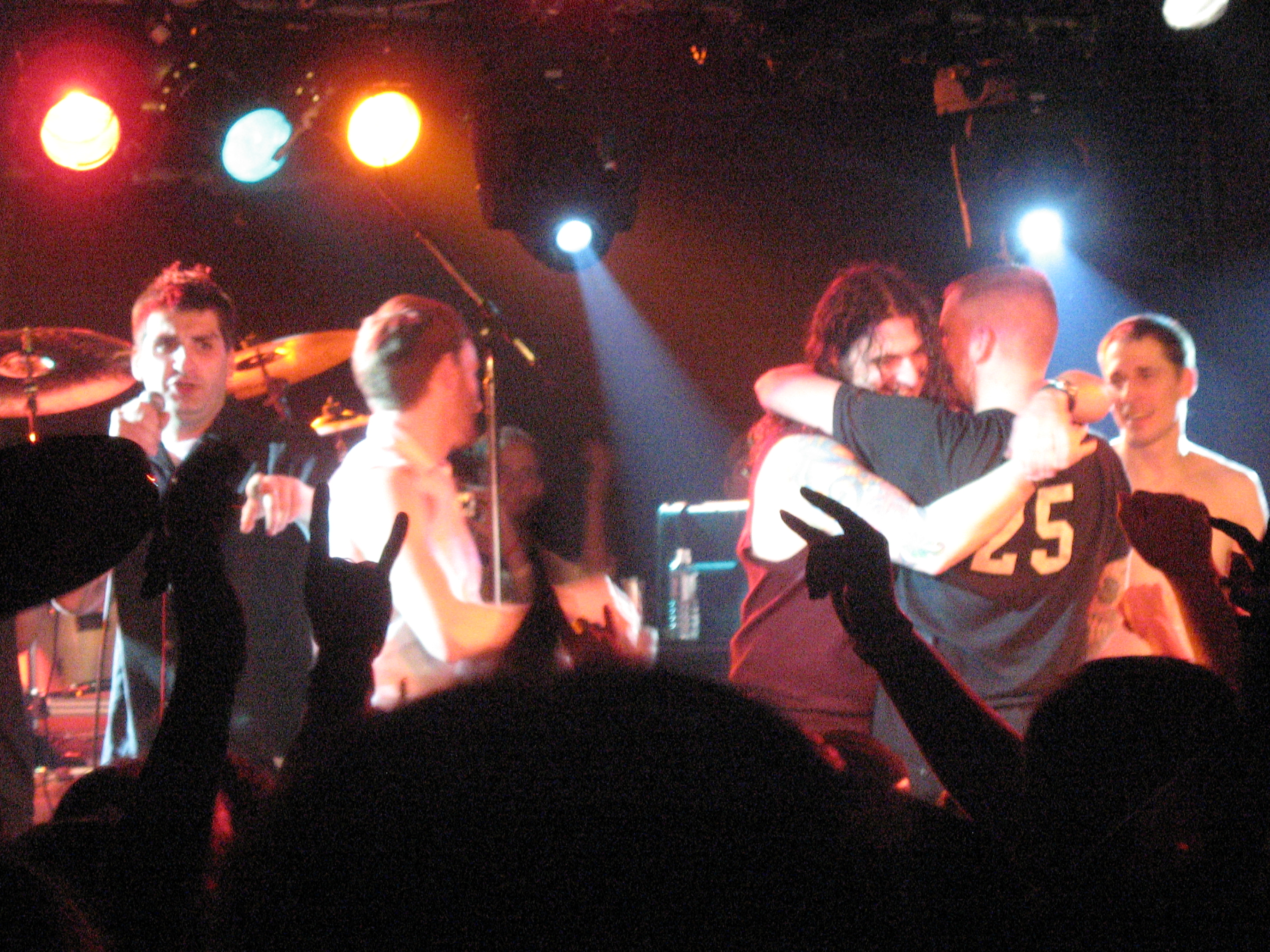
Dog Fashion Disco tijdens hun afscheidsconcert in 2007

Dog Fashion Disco was een experimentele metal band afkomstig uit Rockville, Amerika. De band was actief van 1996 tot 2007.

## Biografie
Dog Fashion Disco werd vooral beschouwd als een avant-garde metal band, maar combineerde dat met verschillende stijlen, bijvoorbeeld jazz en ska. De teksten van de nummers zijn vaak esoterisch en satirisch. Mr. Bungle heeft een grote invloed op de band gehad.
De originele naam van Dog Fashion Disco was Hug the Retard (knuffel de zwakzinnige), maar dat is veranderd omdat men die naam als beledigend kon ervaren.
Op 17 april 2007, werd er op de MySpace pagina van Dog Fashion Disco een nieuw project aangekondigd, Polkadot Cadaver, wat qua stijl heel erg verwant is aan Dog Fashion Disco. Oud-leden Todd Smith, Jasan Stepp en John Ensminger werken eraan mee. Later is er nog wel een aantal reünieconcerten gegeven door Dog Fashion Disco.

## Bandleden

### Uiteindelijke leden
- Todd Smith - zang
- Jasan Stepp - gitaar
- Brian White - basgitaar
- John Ensminger - drums
- Jeff Siegel - keyboard
- Matt Rippetoe - hoorn

### Eerdere leden
- Greg Combs - gitaar
- Sennen Quigley - gitaar, keyboard
- Mark Ammen - basgitaar
- Stephen Mears - basgitaar
- Mike Oliver - drums
- Tim Swanson - keyboard
- Kristen Ensminger - trompet
- Geoff Stewart - saxofoon
- Jason Stevens - gitaar

## Discografie
| Date of Release  | Title                                               | Label             |
| ---------------- | --------------------------------------------------- | ----------------- |
| 1997             | Erotic Massage                                      | Self-released     |
| 1998             | Experiments in Alchemy                              | Self-released     |
| 2000             | The Embryo's in Bloom                               | Outerloop Records |
| 6 maart 2001     | Anarchists of Good Taste                            | Spitfire Records  |
| 3 september 2001 | Mutilated Genitals (EP)                             | Spitfire Records  |
| 6 mei 2003       | Committed to a Bright Future                        | Spitfire Records  |
| juni 2004        | Day of the Dead (EP)                                | Self-released     |
| 25 januari 2005  | The City is Alive Tonight...Live in Baltimore(Live) | Artemis Records   |
| 4 april 2006     | Adultery                                            | Rotten Records    |
| 28 october 2008  | Beating a Dead Horse to Death... Again(Compilation) | Rotten Records    |